# Juana Gallo
Juana Gallo es una película de drama mexicana de 1961 escrita y dirigida por Miguel Zacarías, y protagonizada por María Félix, Jorge Mistral, Luis Aguilar y Christiane Martel, participando en el segundo Festival Internacional de Cine de Moscú.

## Argumento
Una campesina de nombre Ángela, al enterarse del asesinato de su padre y su novio en un intento por llevarlos de Leva, por lo que se levanta en armas contra el gobierno federal, ajusticiando a Ordóñez y a los demás de los asesinos de sus seres queridos. Ángela, quien empieza a ser conocida como “Juana Gallo”, consigue el apoyo de todo el pueblo; inclusive de algunos federales que pasan a defender su causa contra el gobierno golpista del traidor y asesino Victoriano Huerta. Esta tensa situación se convertiría en la Batalla de Zacatecas.

## Producción
El nombre de la película se le acredita a Ángela Ramos Aguilar, una mujer originaria de China ,

## Reparto
- María Félix ... Ángela Ramos Aguilar «Juana Gallo»
- Jorge Mistral ... Capitán Guillermo Velarde
- Luis Aguilar ... Coronel Arturo Ceballos Rico
- Christiane Martel ... Ninón
- Ignacio López Tarso ... Pioquinto
- Rita Macedo ... mujer famélica
- René Cardona ... Capitán Esquivel
- Noé Murayama ... Coronel Ordóñez
- Marina Camacho ... Chica de Arturo
- José Alfredo Jiménez ... Nabor, el caporal
- Sonia Infante ... no acreditada
- Amado Mauricio Corro ... Cordetin de órdenes